# Flaga Tonga
Flaga Tonga – symbolizuje przede wszystkim chrześcijaństwo. Czerwień to krew Jezusa; biel – czystość. Krzyż przypomina mieszkańcom, że czuwa nad nimi Bóg i jak wiele zawdzięczają poświęceniu Chrystusa.
Została przyjęta 4 listopada 1875 roku. Proporcje 1:2.

## Historyczne warianty flagi

Flaga Tongatapu w latach 1858–1862
Flaga Tonga w latach 1862–1866

## Flagi służb

Flaga sił obronnych Tonga
Flaga pilotów Tonga
Flaga służb celnych